# Otto Bumbel
 (février 2020).
Pedro Otto Bumbel Berbigier est un footballeur et entraîneur brésilien né le 6 juillet 1914 à Taquara et mort le 2 août 1998 à Porto Alegre. 
Ayant une formation militaire (il est diplômé de l'École d'éducation physique de l'Armée), il est considéré comme l'un des meilleurs entraîneurs du XXe siècle. Il a entraîné plusieurs équipes à la fois dans son pays natal, au Costa Rica, au Portugal, au Honduras, au Guatemala et surtout en Espagne.

## Biographie
Pedro Otto Bumbel a entraîné plusieurs clubs espagnols. En 1951, il quitte le Brésil, où il a cumulé son travail d'entraîneur avec sa carrière militaire. À son arrivée en Espagne, il commence à entraîner divers clubs de football. Parmi les équipes qu'il a dirigées, on compte notamment la sélection nationale du Costa Rica et le Saprissa. Sous sa direction, le Deportivo Saprissa remporte son premier titre de champion en 1952. Cependant, son départ non autorisé du Brésil le fait considérer comme déserteur, ce qui l'empêche de retourner dans son pays natal pendant dix ans, sous peine d'incarcération.
Le 5 août 1998, il est retrouvé mort à son domicile, trois jours après son décès.

### En tant que joueur
En tant que joueur, Bumbel commence sa carrière dans la modeste équipe brésilienne de Floriano, puis joue pour Flamengo et Corinthians. Cependant, une blessure au ménisque l'oblige à mettre un terme à sa carrière de joueur.

### En tant qu'entraîneur
À la suite d'une blessure au genou il doit abandonner sa carrière de joueur, mais devient très rapidement entraîneur du SC Novo Hamburgo, qui évolue dans le Championnat Gaúcho. Il obtient alors son premier trophée (Coupe de la ville de Novo Hamburgo).
Après avoir quitté le Brésil, il arrive au Costa Rica au sein du club du Deportivo Saprissa, avec qui il remporte leur premier championnat national (soit 27 ans après sa création, et 3 ans après son entrée en première division) dès la seconde saison passée au sein des violets. La saison suivante il signe à nouveau avec ces derniers mais ne termine pas la saison, quittant les "Morados" à six journées de la fin du championnat, afin de prendre en main la sélection nationale du Costa Rica.
En 1956, il arrive au Portugal au sein du Lusitano de Évora, qui termine le championnat à une excellente 5e place - ce qui est encore de nos jours la meilleure performance du club en première division portugaise. Découvreur de talent, il fait venir la première grande star du football hondurien, José Cardona (il marquera 5 buts lors de son premier match avec le Lusitano), qui le suivra au Elche CF, ainsi qu'à l'Atlético de Madrid.
La saison suivante il est à nouveau à la direction des verts et blancs de Évora, mais quitte ces derniers une dizaine de matches avant le terme de la saison. Il se retrouve donc, au FC Porto, en remplacement de son compatriote Dorival Yustrich, il termine vice champion du Portugal derrière le "grand" de l'époque, le Sporting CP avec qui il dispute le titre jusqu'à la dernière journée. À égalité de points avec ce dernier, il perd le titre au "goal-average". Mais c'est en coupe qu'il rajoute une ligne à son palmarès. Le 15 juin 1958, il rencontre en finale l'autre rival, le Benfica Lisbonne, au Estádio Nacional do Jamor. Il aligne son équipe type se composant ainsi : 
- gardien; Pinho, défenseurs ; Barbosa, Ângelo Sarmento et les internationaux Virgílio, et Miguel Arcanjo, milieux; les brésiliens, Gastão et Osvaldo Silva, attaquants ; les internationaux Hernâni, Carlos Duarte et Perdigão, et pour compléter le groupe, le frère d'Ângelo Sarmento, Albano Sarmento (seul match officiel où ils ont été alignés ensemble)[12].

Le Benfica, après une première mi-temps âprement disputée, cède à la 52e minute sur un but d'Hernâni, et c'est ainsi que le FC Porto gagne sa deuxième coupe du Portugal. 
Lors de la saison 1958-59, il reste dans le club phare du nord du Portugal, mais quitte ce dernier à la suite d'un désaccord avec la direction du club lors de la 8e journée.
Il arrive en Espagne au Valence CF après la première journée de la saison 1959-60 et le quittera avant le terme de cette dernière, remplacé par Jacinto Quincoces, celui-là même qu'il avait remplacé en début de saison. Pour son premier match, lors de la deuxième journée du championnat il rencontre le grand Real de Madrid, match que les joueurs de Valence gagnent par deux buts à un. À la suite de cette victoire, « Los Murcièlagos », à qui tout le monde prédisait une belle saison, mais la réussite n'est pas au rendez-vous et subissent cinq défaites d'affilée. Il décide dès lors de changer  régulièrement les joueurs et la tactique, ce qui lui vaut une mauvaise entente avec les joueurs. Après la défaite en quart de finale de la Copa del Rey face à l'Atlético de Madrid, le 5 juin 1960, il lui est à nouveau reproché d'avoir modifié l'équipe.
La saison suivante il est entraîneur du Racing de Santander, toujours en première division espagnole, fait une saison plus que moyenne, finissant douzième du championnat échappant à un point de la relégation, et s'inclinant en 8e de finale de la Copa del Generalisimo, face au Real de Madrid, (1-1 à domicile, puis 3-0 à Madrid). Grâce à ce sauvetage in extremis il reste au sein des "verdiblancos", ayant pour objectif à nouveau le maintien, mais après une défaite à domicile face à l'Espanyol Barcelone, qui lutte lui aussi pour éviter la descente, il est démis de ses fonctions d'entraîneur.
En février 1962, il quitte l'Espagne, pour le Portugal où il retrouve le Lusitano de Évora, club qu'il a entraîné six ans auparavant. Il ne dirige l'équipe que durant les dix dernières journées, mais n'arrive pas à sauver le club qui doit passer par les barrages "liguilha", entre le troisième de deuxième division et l'antépénultième de première division. Ayant quitté le club avant ces derniers, c'est János Biri qui oriente le club.
Se retrouvant sans club, il est appelé en décembre 1962, par le club espagnol du Elche CF en remplacement de Juan Ramón Santiago, il reprend le club alors qu'il est en position de relégable à la 14e place. Avec patience et un bon sens tactique il ramène ce dernier à la 8e place, avec une superbe victoire 8 à 1, face au Séville FC dans un match durant lequel quatre joueurs ont réalisé des doublés et le but des sévillans fut marqué par l'argentin José María Pellejero Blanch, contre son camp. Mais le véritable exploit est lié à la Copa del Generalisimo, où en 8e de finale le club de Elche, rencontre l'ogre barcelonais. Lors du match aller les "Franjiverdes", créent la surprise en gagnant leur match 4 à 1. Mais une semaine plus tard, avec l'expulsion de l'attaquant hondurien, José Cardona, le Barça remet les pendules à l'heure en remportant la victoire par 4 à 1 aussi, les deux clubs se retrouvent donc sur le même point d'égalité et vont devoir passer par un match de barrage le 21 mai 1963 à Madrid. Dans un stade totalement acquit à leur cause les joueurs de Bumbel tiennent le dragée haute aux futurs vainqueur de la coupe, avant de céder par 2 buts à 1. Cet épisode est un des grands moments de cette année 1963.
La saison suivante le président du Séville FC, Guillermo Moreno Ortega, fait appel à ses services afin de diriger l'équipe première, et faire oublier la saison passée qui fut plus que moyenne. Malheureusement il ne réalise pas une saison exceptionnelle avec les "Sevillistas" il se classe 9e, position modeste au vu des ambitions du club. La Coupe ne lui apporte pas plus de réconfort, battus en 8e de finale par l'Espagnol de Barcelone. En 30 journées il met en place 29 compositions différentes. En outre, cette saison est marquée par l'incapacité des Sévillans à gagner un match à l'extérieur que ce soit en championnat ou en coupe.
La saison suivante, il est appelé à prendre en main la destinée de l'Atlético de Madrid, qui a fini la saison précédente 7e du championnat et finaliste de la coupe. Pour la première fois de sa carrière il dispute une coupe européenne (Coupe des villes de foires). En championnat il rivalise dès les premières journées avec le grand Real, prenant la tête du championnat lors de la 3e journée et la gardant jusqu'à la 10e, où il rencontre son principal rival. Battu 1 à 0 à domicile il redescend à la 3e place dès lors il ne quitte plus l'une des 3 premières places. Dès lors le championnat espagnol se résume à un Mano à Mano entre les deux clubs madrilène, à tel point que les observateurs estiment que le match retour entre les deux rivaux désignera le champion 1965. Ce match a lieu le 7 mars 1965 à Santiago-Bernabéu, les deux équipes se maîtrisent durant les trois quarts de la rencontre, et à la suite d'un mouvement collectif c'est le portugais de l'Atlético de Madrid, Mendonça qui libère les "Colchoneros", en inscrivant le but victorieux à la 74e minute. Malheureusement l'Atlético, reste encore engagé en Copa del Generalísimo et en Coupe des villes de foires, et ne peut se concentrer sur le championnat tandis que son rival réalise un sans fautes durant les 5 dernières journées. Ils terminent deuxième à quatre points.
En coupe il ne perd aucun match et se retrouve en finale face au vainqueur de l'édition précédente le Real Saragosse. L'Atlético, participe ainsi à sa septième finale de son histoire, mais cette fois cette dernière tourne à l'avantage des "Colchoneros", victoire 1 à 0, but de l'attaquant hondurien, José Cardona à la 65e minute. Les vainqueurs sont : 
- Gardien : Edgardo Madinabeytia; Défenseurs : Feliciano Rivilla, Jorge Griffa, Isacio Calleja; Milieux : Jesús Glaría, Ruiz Sosa; Attaquants : José Cardona, Adelardo Rodriguez, Enrique Collar, Ufarte et Mendonça[17].

En Coupe des villes de foires, après deux tours sans soucis il rencontre lors du troisième tour un des demi finalistes de l'édition précédente le RFC de Liège perdant le match aller à l'extérieur, Bumbel réussit à motiver ses joueurs qui réussissent à retourner la rencontre à leur avantage et ainsi se qualifient directement pour les demi finales, à la suite d'un tirage au sort. En demi ils se trouvent face à l'autre exempt des quarts de finale, les italiens de la Juventus, après le match retour les deux clubs se retrouvent à égalité parfaite et doivent passer par un match d'appui, que les italiens remportent à nouveau 3 buts à 1. Ainsi se termine la belle histoire de Bumbel avec l'Atlético. Avec 48 rencontres disputées à la tête des "Colchoneros", il réalise une série de 18 matches sans défaites. Aimé par les joueurs et les dirigeants, il lui est offert le renouvellement mais refuse, et part vers un club qu'il connaît déjà le Elche CF.
De retour au Elche CF, il emmène dans ses bagages le portugais Mendonça qui fut le deuxième meilleur buteur de l'Atlético Madrid, n'ayant pas la qualité de joueurs qu'il avait la saison passée, il réussit néanmoins une belle saison se classant 6e, battant pour la première fois de son histoire, le Valence CF à Mestalla, et atteignant les quarts de finale en coupe. Otto Bumbel entame la saison 1966-1967, avec pour la première fois un derby au sein de l'élite espagnol. Dans un stade comble, Elche CF et Hercules se retrouvent dès la deuxième journée du championnat avec une victoire 4-0. Les bonnes performances de l'équipe en ligue se retrouvent aussi en Coupe, après avoir battu le CA Osasuna, le Séville CF et le Grenade CF, Elche atteint les demi-finales contre le Valence CF. Malgré une pluie impétueuse les joueurs de Bumbel remportent 2-1 le match aller à domicile, le résultat aurait pu être plus large avec un but refusé et un penalty manqué. À Mestalla, Elche est défait 2-0 et se voit éliminé aux portes de la finale. Avant même le terme de la saison (le championnat étant néanmoins terminé), à la suite de divergences entre Otto Bumbel et le président, Martinez Valero il est temporairement remplacé par Quique Bernal en mai 1967. Qui lui-même est remplacé en juin par Di Stefano.
Resté sans club il est contacté en novembre 1967, par le président du CD Málaga, afin de remplacer l'entraîneur Ernesto Pons Forn. Il récupère l'équipe alors qu'elle se trouve à la 14e place, ce qui signifie que cette dernière doit passer par des barrages afin d'assurer son maintien. Dès lors les "Boquerones", se reprennent et atteignent la 8e place avant de finir 10e. En coupe après un premier tour passé sans trop de difficultés il retrouve en 8e de finale un club qu'il connaît bien, le Elche CF, mais ne réalise pas son souhait de les battre, bien au contraire ces derniers gagnent leurs deux matchs sur le score de 1 à 0. La saison suivante après un départ tonitruant, atteignant la deuxième place du classement lors de la 5e journée, les joueurs se démobilisent et s'effondrent. Il est démis de ses fonctions, après trois défaites consécutives, en mars 1969, remplacé par l'espagnol José María Zárraga, ce qui n'empêche pas le club de descendre en deuxième division.
Resté sans club il est appelé, en janvier 1970, à reprendre l'équipe du Elche CF, qui ou bout de vingt journées est en position de relégable, malgré quatre ex internationaux (José Araquistáin, Juan Manuel Canós, Vavá, et Fernando Serena), et deux figurants toujours parmi les effectifs de la « roja » (Francisco Ballester, et Juan Manuel Asensi), dans ses rangs. Il réussit petit à petit à remonter au classement et finir 11e, mais tout se joue lors de la dernière journée face au FC Barcelone, nécessitant absolument de gagner. Dans un match tendu les joueurs de Bumbel assurent la permanence en obtenant la victoire grâce à un but marqué par Asensi à la 74e minute. Il décide de ne pas rester au sein des « Franjiverdes », et redevient pour un temps un observateur averti du football espagnol. Pourtant en novembre, il est à nouveau appelé à sauver le Elche CF, challenge qu'il accepte. Mais contrairement à la saison passée il n'arrive pas à remettre à flot le club, atteignant même la dernière place. Après 13 journées passées à la tête des « Franjiverdes », il n'a toujours pas de victoire à son actif. Il décide donc de présenter au président, Francisco Climent, sa démission, après la 23e journée, cela malgré sa première victoire (2-1).
Décidé de se retirer du monde du football, il ne résiste pourtant pas à l'appel des dirigeants du Real Mallorca, qui évolue en « Segunda División ». C'est comme ça qu'il se retrouve sur "le banc" afin de sortir les "mallorquinos" de la zone de relégable. Pari réussi mais sans jamais prendre une véritable marge qui leur permet de finir la saison tranquille. Il quitte donc le club en avril 1972, à 9 journées de la fin.
En 1973, l'histoire se renouvelle, cette fois ci avec le Sabadell FC, mais il ne peut pas éviter les barrages et démissionne deux journées avant le terme de la saison.
Après trois ans et demi d'inaction il se retrouve à nouveau sur le banc du CD Málaga, club qu'il a déjà entraîné dix ans plus tôt. Il récupère le club alors qu'il se trouve à la 18e place, et le rend 13 journées plus tard à la 19e.
En février 1979, il est à nouveau appelé au chevet d'un club de deuxième division espagnole, qui ne quitte plus la dernière place du classement, le Racing de Ferrol. Il réussit l'exploit d'obtenir la moitié des points réalisés durant la saison, cela en 16 journées sur 38. Malgré cela, avec le retard acquis avant son arrivée, le club reste bon dernier avec 13 points de retards sur le 19e.
Dès lors il quitte l'Espagne, et se consacre au journalisme.

#### Statistiques entraîneur
Le tableau ci-dessous, comprend tous les matches officiels (Championnats, Coupes, et Coupes Continentales), hors matches amicaux.
| Résultats | Résultats            | Résultats           | Résultats   | Résultats   | Résultats   | Résultats           | Total  | Total  | Total  | Total  |
| Saison    | Club                 | Pays/Championnat    | V.          | N.          | D.          | Cl.                 | Titres | % V.   | % N.   | % D.   |
| --------- | -------------------- | ------------------- | ----------- | ----------- | ----------- | ------------------- | ------ | ------ | ------ | ------ |
| 1938      | EC Novo Hamburgo     | Campeonato Gaúcho   | ?           | ?           | ?           | ?                   | -      | %      | %      | %      |
| 1938-1944 | EC Cruzeiro (RS)     | Campeonato Gaúcho   | ?           | ?           | ?           | ?                   | -      | %      | %      | %      |
| 1946      | Grêmio               | Campeonato Gaúcho   | ?           | ?           | ?           | Vainqueur           | 1      | %      | %      | %      |
| 1947      | Grêmio               | Campeonato Gaúcho   | ?           | ?           | ?           | ?                   | -      | %      | %      | %      |
| 1949      | Grêmio               | Campeonato Gaúcho   | ?           | ?           | ?           | Vainqueur           | 1      | %      | %      | %      |
| 1950      | Grêmio               | Campeonato Gaúcho   | ?           | ?           | ?           | ?                   | -      | %      | %      | %      |
| 1951      | Deportivo Saprissa   | campeonato nacional | ?           | ?           | ?           | 7e                  | -      | %      | %      | %      |
| 1952      | Deportivo Saprissa   | campeonato nacional | 7           | 2           | 0           | 1er                 | 1      | %      | %      | %      |
| 1953      | Deportivo Saprissa   | campeonato nacional | ?           | ?           | ?           | Saison non terminée | ?      | %      | %      | %      |
| 1956-57   | Lusitano de Évora    | I Divisão           | ?           | ?           | ?           | 5e                  | 0      | %      | %      | %      |
| 1957-58   | Lusitano de Évora    | I Divisão           | ?           | ?           | ?           | Saison non terminée | 0      | %      | %      | %      |
| 1957-58   | FC Porto             | I Divisão           | ?           | ?           | ?           | 2e                  | 2      | %      | %      | %      |
| 1958-59   | FC Porto             | I Divisão           | ?           | ?           | ?           | Saison non terminée | 1      | %      | %      | %      |
| 1958-59   | Académica de Coimbra | I Divisão           | ?           | ?           | ?           | 9e                  | 0      | %      | %      | %      |
| 1959-60   | Valence CF           | Primera División    | 14          | 6           | 15          | 9e                  | 0      | 40%    | 17,14% | 42,86% |
| 1960-61   | Racing de Santander  | Primera División    | 13          | 5           | 17          | 12e                 | 0      | 37,14% | 14,29% | 48,57% |
| 1961-62   | Racing de Santander  | Primera División    | 8           | 2           | 12          | Saison non terminée | 0      | 36,36% | 9,09%  | 54,55% |
| 1961-62   | Lusitano de Évora    | I Divisão           | 1 Incomplet | 1 Incomplet | 1 Incomplet | 12e                 | 0      | %      | %      | %      |
| 1962-63   | Elche CF             | Primera División    | 11          | 7           | 8           | 8e                  | 0      | 42,31% | 26,92% | 30,77% |
| 1963-64   | Séville FC           | Primera División    | 10          | 12          | 12          | 9e                  | 0      | 29,42% | 35,29% | 35,29% |
| 1964-65   | Atlético de Madrid   | Primera División    | 32          | 5           | 11          | 2e                  | 1      | 66,67% | 10,42% | 22,91% |
| 1965-66   | Elche CF             | Primera División    | 16          | 8           | 12          | 6e                  | 0      | 44,44% | 22,22% | 33,34% |
| 1966-67   | Elche CF             | Primera División    | 10          | 9           | 13          | 9e                  | 0      | 31,25% | 28,13% | 40,62% |
| 1967-68   | CD Málaga            | Primera División    | 11          | 9           | 14          | 10e                 | 0      | 32,35% | 26,47% | 41,18% |
| 1968-69   | CD Málaga            | Primera División    | 7           | 6           | 11          | Saison non terminée | 0      | 29,17% | 25%    | 45,83% |
| 1969-70   | Elche CF             | Primera División    | 3           | 5           | 4           | 11e                 | 0      | 25%    | 41,67% | 33,33% |
| 1970-71   | Elche CF             | Primera División    | 1           | 5           | 8           | Saison non terminée | 0      | 7,14%  | 35,71% | 57,15% |
| 1971-72   | Real Mallorca        | Segunda División    | 9           | 7           | 9           | Saison non terminée | 0      | 36%    | 28%    | 36%    |
| 1973-74   | CE Sabadell FC       | Segunda División    | 11          | 10          | 8           | Saison non terminée | 0      | 37,93% | 34,48% | 27,59% |
| 1977-78   | CD Málaga            | Segunda División    | 5           | 4           | 7           | Saison non terminée | 0      | 31,25% | 25%    | 43,75% |
| 1978-79   | Racing de Ferrol     | Segunda División    | 2           | 3           | 11          | 20e                 | 0      | 12,50% | 18,75% | 68,75% |
| Total     | Total                | Total               | -           | -           | -           | -                   | -      | %      | %      | %      |

#### Coupes continentales
Otto Bumbel n'a participé qu'une seule saison aux coupes européennes, alors qu'il dirigeait l'Atlético de Madrid .
Le tableau ci-dessous, comprend tous les matches de Coupes Continentales de Pedro Otto Bumbel.
| Résultats | Résultats          | Résultats                  | Résultats | Résultats | Résultats | Résultats | Total  | Total  | Total  | Total |
| Saison    | Club               | Compétition                | V.        | N.        | D.        | Tour      | % V.   | % N.   | % D.   |       |
| --------- | ------------------ | -------------------------- | --------- | --------- | --------- | --------- | ------ | ------ | ------ | ----- |
| 1964-65   | Atlético de Madrid | Coupe des villes de foires | 5         | 1         | 3         | 1/2       | 55,56% | 11,11% | 33,33% |       |
| Total     | Total              | Total                      | 5         | 1         | 3         | -         | 55,56% | 11,11% | 33,33% |       |

### En tant que sélectionneur

#### Statistiques sélectionneur
| Résultats | Résultats  | Résultats | Résultats | Résultats | Résultats | Total | Total | Total |
| Saison    | Pays       | V.        | N.        | D.        | Titres    | % V.  | % N.  | % D.  |
| --------- | ---------- | --------- | --------- | --------- | --------- | ----- | ----- | ----- |
| 1953-54   | Costa Rica | 9         | 2         | 1         | 1         | 0     | 0     | 0     |
| Total     | Total      | 9         | 2         | 1         | 1         | %     | %     | %     |

## Palmarès

### En tant qu'entraîneur
Avec le EC Novo Hamburgo  (1)
- Vainqueur de la Coupe de la ville de Novo Hamburgo 1 fois, en 1938

Avec le Cruzeiro  (2)
- Vainqueur du Championnat Mineiro 2 fois, en 1943 et 1944

Avec le Grêmio  (2)
- Vainqueur du Championnat Gaúcho 2 fois, en 1946 et 1949

Avec le Deportivo Saprissa  (1)
- Vainqueur du Championnat du Costa Rica de football en 1952

Avec la sélection du  Costa Rica (1)
- Vainqueur du Campeonato Centroamericano y del Caribe de Fútbol en 1953[25].

Avec le FC Porto  (3)
- Vainqueur de la Coupe du Portugal en 1958
- Vainqueur de la Coupe de l'AF Porto de football en 1958
- Vainqueur du Championnat du Portugal de football en 1958-1959[26].
- Vice champion du Championnat du Portugal de football 1957-58

Avec le Atlético de Madrid  (1)
- Vainqueur de la Copa del Generalísimo en 1965[27].
- Vice champion du Championnat d'Espagne de football 1964-65